# نادي بوسنا رويال لكرة السلة
نادي بوسنا رويال لكرة السلة (بالبوسنوية: Košarkaški klub Bosna Royal)‏ هو فريق كرة سلة بوسني للمحترفين تأسس في سنة 1951 يقع مقره في سراييفو.

## الإنجازات
كأس البوسنة والهرسك لكرة السلة
- الفوز (3): 2004–05، 2008–09، 2009–10

الدوري اليوغوسلافي لكرة السلة
- الفوز (3): 1977–78، 1979–80، 1982–83
- الوصافة (1): 1976–77

كأس يوغوسلافيا لكرة السلة
- الفوز (2): 1977–78، 1983–84
- الوصافة (3): 1979-80، 1985–86، 1991–92

### أوروبا
الدوري الأوروبي لكرة السلة
- الفوز (1): 1978–79

## وصلات خارجية
- الموقع الرسمي